# Ba'ja
Ba'ja (arabe : بعجة) est un village néolithique situé à 14 km au nord de Pétra, en Jordanie. Le site est à une altitude d'environ 1 160 m et n'est accessible que par une voie d'escalade à travers un canyon étroit et escarpé.
Comme le site voisin de Basta, le site a été construit avant 7000 av. J.-C., vers la fin du Néolithique précéramique B (PPNB). Près de l'entrée du site se trouve Ba'ja I, une implantation musulmane accompagnée de deux ou trois couches d'une ancienne implantation nabatéenne.

## Histoire
Le site de Ba'ja a été découvert en 1984 par l'archéologue allemand Hans-Georg Gebel, qui y a par la suite dirigé plusieurs campagnes de fouilles. Le village néolithique occupe une superficie d'environ 1,5 ha.

## L'enfant au collier
En 2018, l'équipe de fouille a découvert et ouvert une ciste, un coffre de pierre de 1,30 × 1,00 × 0,40 m formé de deux dalles, deux murs de pierres sèches et une dalle de couverture recouverte de plâtre. Ce coffre, daté de 7000 av. J.-C., contenait le squelette d'un enfant, sans doute une fillette d'environ 8 ans, placé en position accroupie le dos contre la dalle nord. Les os, colorés d'un pigment rouge foncé (sans doute de l'ocre), étaient accompagnés d'au moins 2 586 perles (de calcaire rouge, de coquillage blanc, de turquoise et d'hématite) et des fragments d'un anneau de nacre, le tout formant à l'origine un unique collier, qui a été reconstitué en 2023. La richesse de cette parure mortuaire confirme l'existence d'une différenciation sociale au Néolithique précéramique B. De riches parures mortuaires avaient déjà été découvertes en 1969 sur le site de Sungir, en Russie, datant du Paléolithique supérieur.

## Photographies

Fouilles de Ba'ja
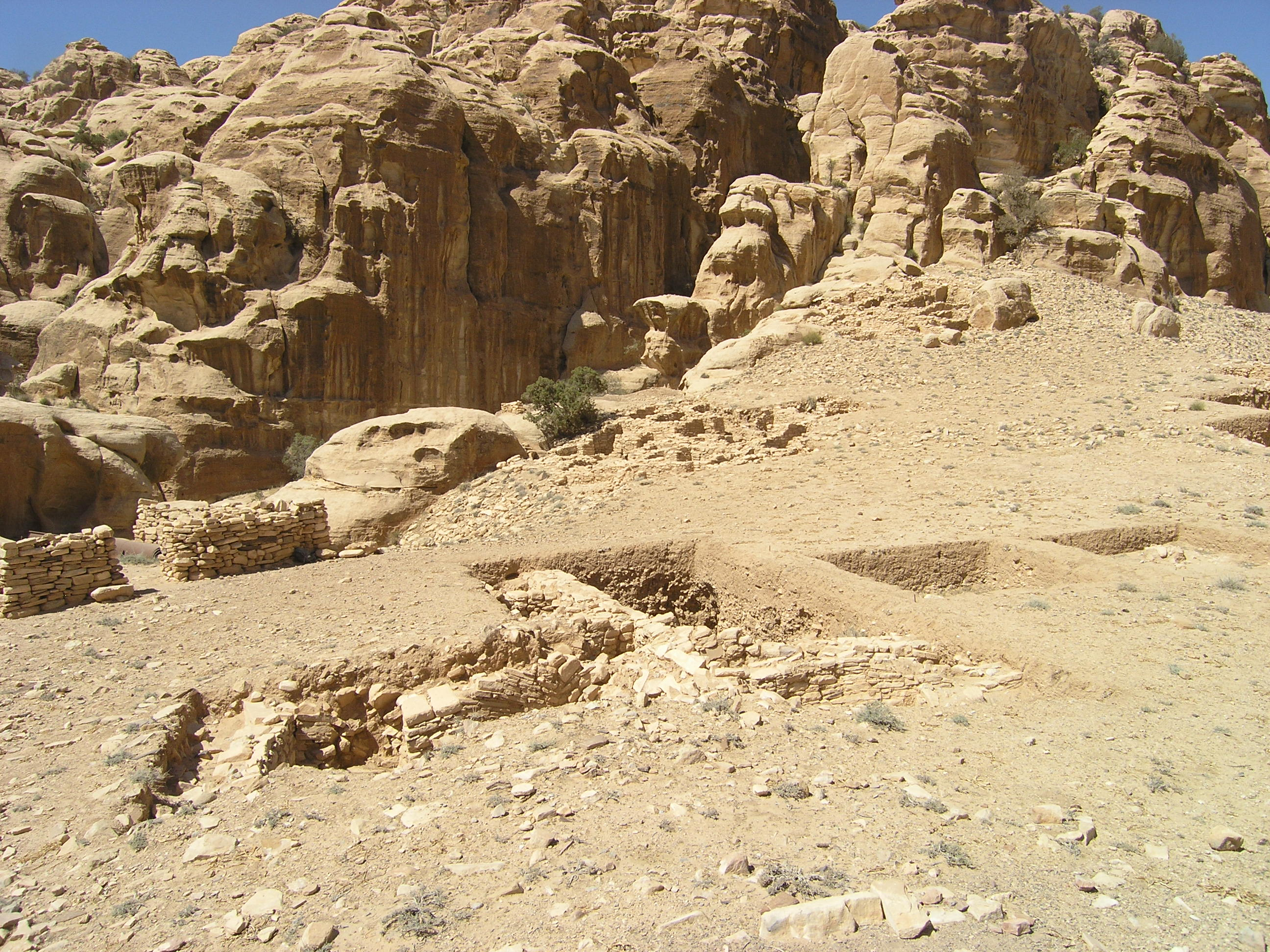
Zones B, E et TU 2.
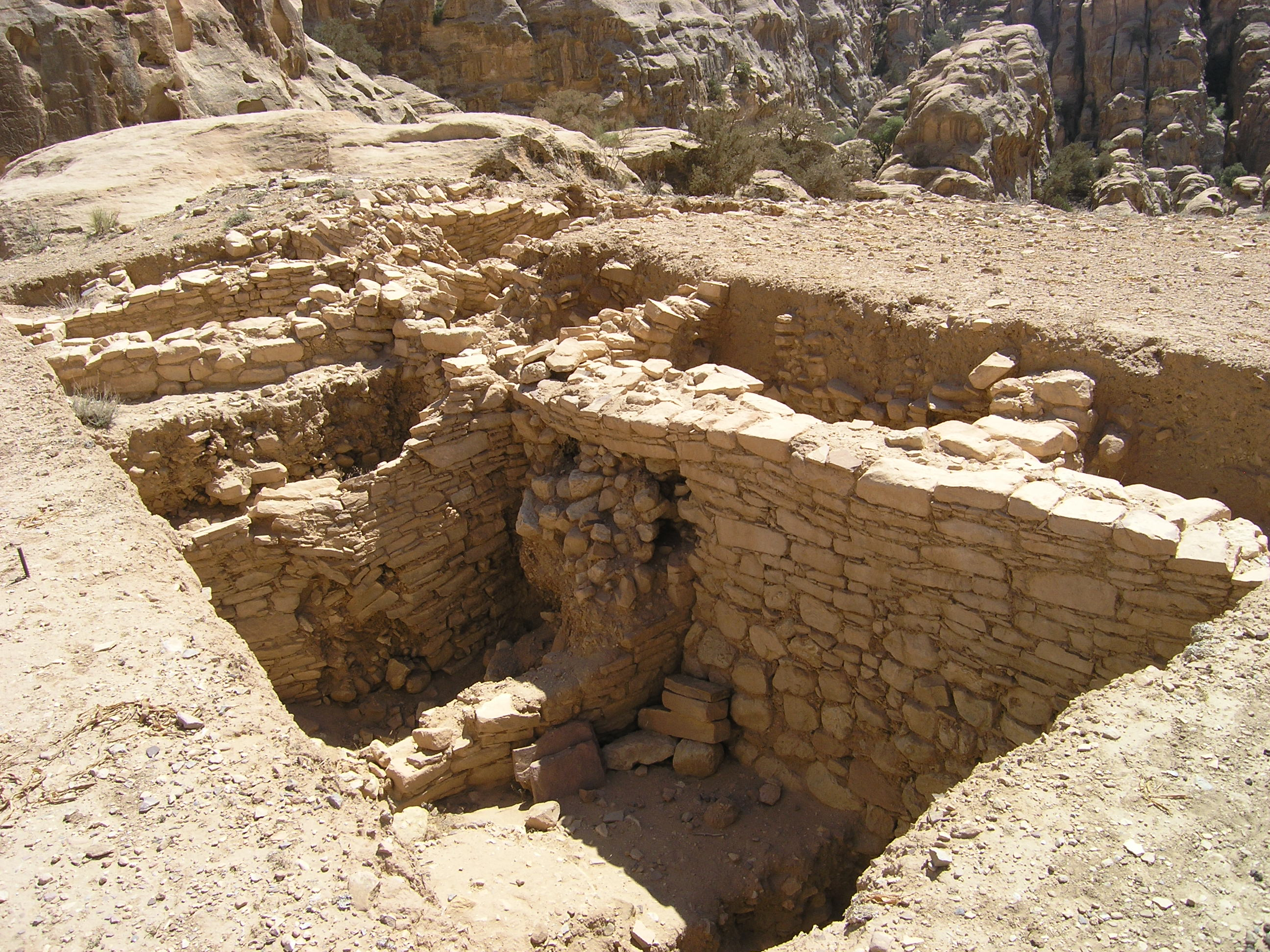
Zone B.
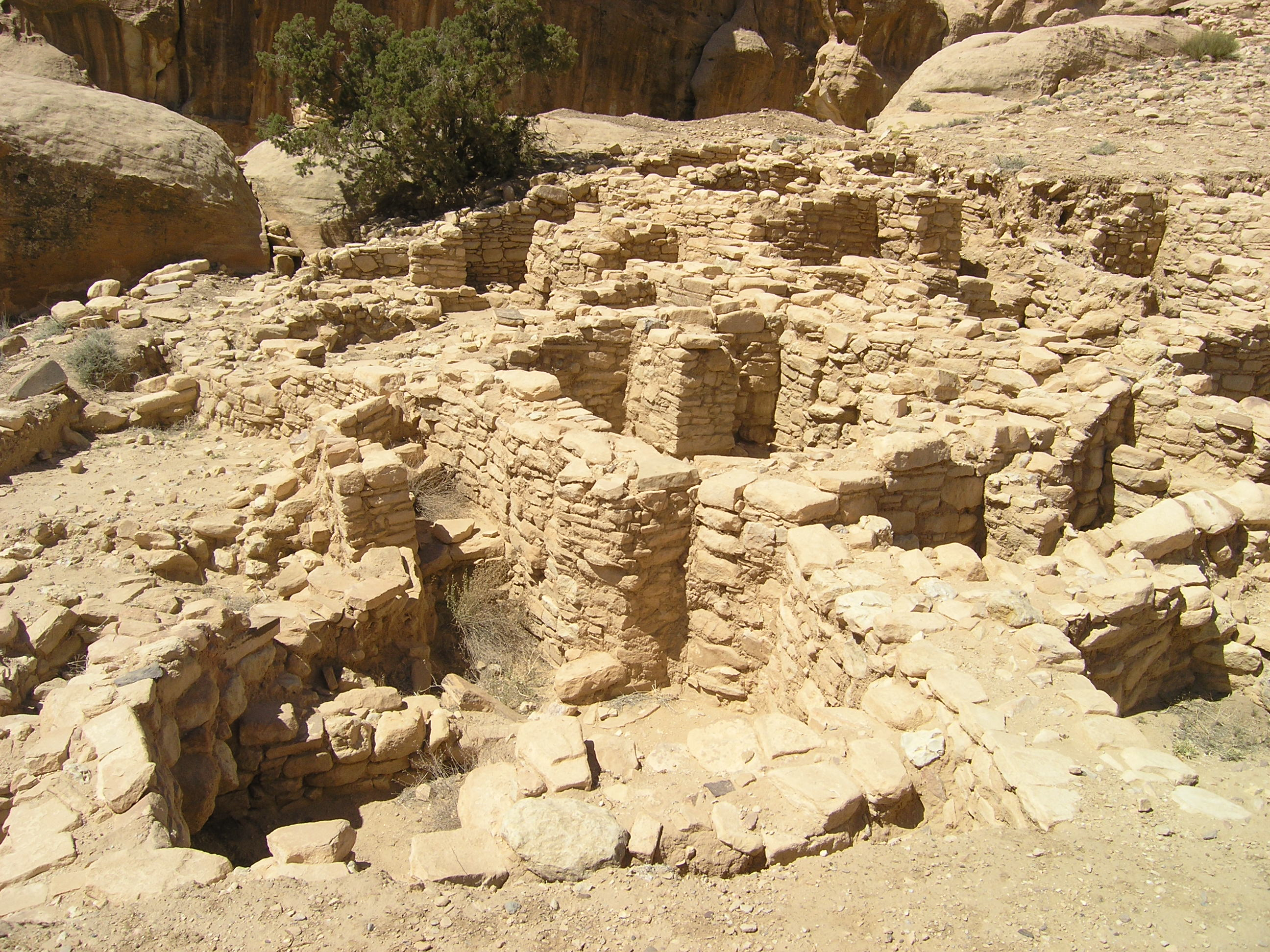
Murs dans la zone TU2.